# Werner Krämer (Fußballspieler)
Werner „Eia“ Krämer (* 23. Januar 1940 in Duisburg; † 12. Februar 2010 ebenda) war ein deutscher Fußballspieler. Er spielte seit seiner Kindheit für den Meidericher SV (ab Januar 1967: MSV Duisburg) und anschließend für den Hamburger SV und den VfL Bochum. Mit dem MSV schaffte er 1963 die Qualifikation zur neu gegründeten Bundesliga und wurde ein Jahr darauf deren Vizemeister. Weiterhin erreichte er mit den Meiderichern das DFB-Pokalfinale 1966 und mit dem HSV 1968 das Endspiel des Europapokals der Pokalsieger. In Bochum war er am erstmaligen Bundesligaaufstieg des Vereins im Jahr 1971 beteiligt. Der Offensivspieler zeichnete sich durch technische Stärke aus und war besonders für seine gefährlichen Flanken bekannt. Er gilt als das größte Talent, das der MSV jemals hervorgebracht hat.
Krämer wurde zwischen 1963 und 1967 in die deutsche Nationalmannschaft berufen und bestritt 13 Länderspiele. Mit ihr wurde er 1966 Vizeweltmeister, wenngleich er im Turnierverlauf nur ein Mal aufgeboten wurde.

## Biografie

### Jugend und Oberligazeit (1946–1963)
Werner Krämer stammte aus dem Duisburger Ortsteil Meiderich und begann 1946 beim DJK Lösort-Meiderich mit dem Fußballspielen, wechselte aber bereits ein Jahr später in die Jugend des Meidericher SV. Bei diesem Verein hatte bereits sein Onkel Walter Krämer in den 1920er- und frühen 1930er-Jahren gespielt. Er selbst durchlief die verschiedenen Altersstufen der Jugendmannschaften, während sein älterer Bruder Hans Krämer (* 1928) Ende der 1940er-Jahre in die erste Mannschaft aufrückte, 1951 am Aufstieg in die damalige höchste Spielklasse Oberliga West beteiligt war und den Klub 1953 verließ. Während der Saison 1958/59 zeigte Werner Krämer in der Jugendmannschaft gute Leistungen, sodass er ebenso wie Werner Gräber, Dieter Danzberg und Hartmut Heidemann an die Oberligamannschaft herangeführt wurde. Am 8. März 1959 debütierte er bei einem 2:1-Heimsieg gegen Rot-Weiss Essen in der Oberliga West und spielte dabei auf der Position des Rechtsaußen, während die Brüder Kurt und Ludwig Nolden als Halbstürmer aufliefen. Bis zum Ende der Spielzeit 1958/59 bestritt er insgesamt fünf Partien und erzielte dabei einen Treffer. In der sich anschließenden Saison 1959/60 avancierte er zum Stammspieler. In den darauffolgenden Jahren konnte er seinen Stammplatz in der Meidericher Offensive beibehalten. Seine Mannschaft zählte in den frühen 1960er-Jahren nicht zu den Titelanwärtern der Oberliga West, galt jedoch als aussichtsreicher Kandidat für einen Startplatz in der Fußball-Bundesliga, die nach der Sommerpause 1963 neu eingeführt wurde. Die zur Ermittlung der Teilnehmer aufgestellte Zwölfjahreswertung war für die Auswahl der Gründungsmitglieder nicht bindend, sodass lange keine Klarheit über die Bedingungen für eine Aufnahme in die neue erste Liga bestand und ein gutes Abschneiden in der Saison 1962/63 von besonderer Wichtigkeit war.
Krämer spielte sich in diesem letzten Austragungsjahr der Oberliga besonders in den Vordergrund und erweckte auch das Interesse von Bundestrainer Herberger. Auch zuvor galt Krämer als möglicher Kandidat für die Nationalelf, soll Herberger aber als zu klein erschienen sein. Die Mannschaft startete nach einer als Tabellensiebter beendeten Hinrunde in eine Rückrunde, an deren Ende aufgrund des langen Winters 1962/63 und damit verbundenen Spielausfällen mehrere Nachholbegegnungen ausgetragen werden mussten. Da sich die Meidericher in der Tabelle weiter verbessern konnten, galt die Aufnahme in die Bundesliga im Frühjahr 1963 als wahrscheinlich und jedes weitere Spiel als potenziell entscheidend. Am 4. Mai 1963 traf der MSV auf den Duisburger Stadtrivalen Hamborn 07. Unmittelbar vor dem Ende der Begegnung holte Krämer einen Freistoß heraus, übernahm dessen Ausführung selbst und bereitete dabei mit einer Flanke auf Dieter Danzberg den 2:1-Siegtreffer vor. Der Hamborner Verteidiger Rolf Schafstall bestritt im Nachhinein, dass er Krämer in der vorausgehenden Situation tatsächlich gefoult hatte. Zwei Tage nach dem Sieg wurde dem Meidericher SV per Telegramm die Aufnahme unter die 16 Gründungsmitglieder der Bundesliga mitgeteilt. Die letzte Spielzeit in der Oberliga beendete der MSV als Drittplatzierter. Krämer war in der Oberliga West auf insgesamt 111 Einsätze mit 28 erzielten Treffern gekommen.

### Erste Bundesliga-Jahre und Vizemeisterschaft mit dem MSV (1963–1967)
Nach der Qualifikation für die Bundesliga wurde mit Rudi Gutendorf vom TSV Marl-Hüls ein wenig bekannter Trainer geholt; wesentliche Spieler-Neuzugänge waren der einstige Weltmeister Helmut Rahn, der Torwart Manfred Manglitz und Heinz Höher. Die Meidericher erlebten am 24. August 1963 mit einem Auswärtsspiel beim Karlsruher SC ihr Bundesligadebüt, welches von Bundestrainer Herberger vor Ort beobachtet wurde. Krämer nahm während der Partie eine Schlüsselrolle im Meidericher Offensivspiel ein und erzielte sowohl das erste Tor der Begegnung als auch den Treffer zum 4:1-Endstand. Im darauffolgenden Monat wurde er erstmals in die A-Nationalmannschaft berufen, während er beim MSV auch im weiteren Verlauf der ersten Bundesligaspielzeit als wichtiger Spielgestalter auftrat. Taktisch setzte Trainer Gutendorf auf ein „Riegel-System“, das defensive Stabilität mit schnellem Umschalten von der Abwehr auf die Offensive verband. Auf diese Weise belegte der zuvor als Abstiegskandidat betrachtete Meidericher SV hinter dem 1. FC Köln den zweiten Tabellenplatz und wurde somit am Ende der Saison 1963/64 erster Vizemeister der Bundesliga. Krämer war mit elf Treffern vor Heinz Versteeg (10) der beste Torschütze seiner Mannschaft und leistete zwölf Torvorlagen, sodass er in 22 bestrittenen Partien an 23 Toren direkt beteiligt war. Seine Leistungen weckten das Interesse mehrerer italienischer Klubs, doch der MSV lehnte einen möglichen Wechsel strikt ab. Eine Besonderheit der Vizemeistermannschaft war die Tatsache, dass neun Spieler – darunter Krämer – aus dem Duisburger Ortsteil Meiderich stammten und dort aufgewachsen waren. Sie kannten einander größtenteils bereits seit ihrer Kindheit.
Eine von Ulrich Merk und André Schulin verfasste Chronik der Spielzeit 1963/64 weist den Meidericher gemäß einem Notensystem als besten Bundesligaspieler dieses Jahres aus. Ebenso wurde Krämer vom Kicker-Sportmagazin in dessen Rangliste des deutschen Fußballs ab 1963 regelmäßig unter den besten Halbstürmern des deutschen Fußballs aufgeführt. Beim Meidericher SV blieb er einer der Leistungsträger, wobei die Mannschaft nicht an die Vizemeistersaison anknüpfen konnte und sich im Tabellenmittelfeld einordnete. Er selbst konnte mit 13 Toren und 15 Vorlagen seine Werte aus der Spielzeit 1963/64 dagegen noch übertreffen. Darunter waren zwei Treffer, die er am 26. März 1966 beim 9:0-Auswärtssieg gegen Tasmania Berlin erzielte; jenes Spiel stellt den höchsten Auswärtssieg der Bundesligageschichte dar. Im DFB-Pokal 1965/66 gelang Meiderich der erstmalige Einzug ins Endspiel, in welchem die Ruhrgebietsmannschaft in Frankfurt am Main auf den FC Bayern München traf. Krämer bestritt das Finale als Mannschaftskapitän und blieb bei der 2:4-Endspielniederlage ohne eigenen Treffer. Durch die Niederlage belegte er nach der Vizemeisterschaft 1964 mit dem MSV nun auch im Pokal den zweiten Platz. In der Spielzeit 1966/67 wurde er mit seiner Mannschaft Tabellenelfter und fiel selbst für einige Wochen verletzungsbedingt aus. Den Verein, der im Januar 1967 durch die Ergänzung des Stadtnamens in MSV Duisburg umbenannt wurde, verließ Krämer zur Sommerpause 1967 nach insgesamt 20 Jahren und schloss sich dem ebenfalls in der Bundesliga antretenden Hamburger SV an.

### Zwischenstation in Hamburg (1967–1969)
Für seinen Wechsel nach Hamburg im Vorfeld der Saison 1967/68 wurde eine Ablösesumme in Höhe von 175.000 DM fällig, was vielfach als damaliger Rekordtransfer der seit 1963 bestehenden Bundesliga beschrieben wurde. Das Buch Mit der Raute im Herzen beziffert die gezahlte Summe hingegen auf 200.000 DM. Nach Darstellung des Journalisten Dieter Kürten war auch der italienische Erstligist AC Florenz an ihm interessiert und hatte sogar 700.000 DM als Ablöse geboten. Beim HSV nahm er in der Offensive an der Seite von Uwe Seeler und Charly Dörfel zwar von Beginn an einen Stammplatz ein, hatte laut seinem Mannschaftskollegen Willi Schulz aber erhebliche Eingewöhnungsschwierigkeiten. Zuvor hatte er stets in Duisburg gelebt. Hinsichtlich seiner Treffer und Torvorbereitungen trat er deutlich seltener in Erscheinung als in den Vorjahren und in der Rangliste des deutschen Fußballs wurde er nicht mehr geführt. Neben einem mittelmäßigen Abschneiden in der Liga trat der HSV 1967 im Europapokal der Pokalsieger 1967/68 an und schaffte durch ein 1:1 sowie ein 3:2 in den Halbfinalpartien gegen Cardiff City aus Wales den Einzug ins Endspiel. Das Finale gegen den AC Mailand wurde in Rotterdam ausgetragen. Krämer und seine Mitspieler waren dem italienischen Gegner mit 0:2 unterlegen, womit er erneut einen möglichen Titelgewinn knapp verpasste. Sein Vertrag in Hamburg besaß bis 1971 Gültigkeit, doch Krämer bat im April 1969 um eine Auflösung zum Ende der Saison 1968/69, wofür er familiäre Gründe angab. In der vorausgehenden Zeit hatten seine Leistungen teils deutlich nachgelassen. Der Hamburger SV akzeptierte die Vertragsauflösung und ließ durch seinen Schatzmeister Mechlen verlauten, dem Verein nütze „nur ein Spieler, der mit dem ganzen Herzen bei der Sache ist.“ In seinen zwei Jahren beim HSV hatte er 47 Bundesligapartien mit neun eigenen Torerfolgen bestritten.

### Aufstieg und letzte Jahre mit Bochum (1969–1973)
Nach seinem Abschied aus Hamburg plante Krämer zunächst den Wechsel zu einer starken Bundesligamannschaft, erhielt jedoch kein entsprechendes Angebot. Letztlich war es mit dem VfL Bochum ein Verein aus der zweitklassigen Regionalliga West, der den ehemaligen Nationalspieler verpflichtete. Die an den HSV gezahlte Ablösesumme lag bei rund 80.000 DM und damit deutlich unter dem zuvor festgelegten Betrag von 125.000 DM. Als maßgeblich verantwortlich für die Verpflichtung galt Bochums Trainer Hermann Eppenhoff, der den Spieler von 1965 bis 1967 bereits beim MSV trainiert hatte. Im nahe seiner Heimatstadt Duisburg gelegenen Bochum fand Krämer sich persönlich deutlich besser ein als zuvor in Hamburg. In der Mannschaft prägte er mit dem ebenfalls neu dazu gekommenen Torjäger Hans Walitza das Offensivspiel. Bochum wurde 1970 Meister der Regionalliga West, was zur Teilnahme an der Aufstiegsrunde zur Bundesliga berechtigte. Krämer war ein zentraler Spieler seiner Mannschaft und bereitete in einer mitentscheidenden Begegnung gegen die Kickers Offenbach mit einer außergewöhnlichen Flanke auf Hans Walitza den Treffer zum 1:0 vor. Durch ein grobes Foul eines Offenbachers wurde er im weiteren Spielverlauf außer Gefecht gesetzt, musste noch eine 1:2-Niederlage des VfL hinnehmen und verpasste auch die weitere Aufstiegsrunde. Letztlich stieg Offenbach auf und Bochum blieb zweitklassig. Der Stürmer wollte seine Laufbahn in dieser Situation zunächst beenden, entschied sich aber letztlich anders. Die Bochumer konnten anfangs nicht an die Vorsaison anknüpfen und schienen im Januar 1971 keine realistische Aufstiegschance mehr zu besitzen, wurden mit 27:1 Punkten aus den letzten 14 Saisonbegegnungen aber doch noch Meister der Regionalliga West. In der anschließenden Aufstiegsrunde setzten sie sich deutlich durch und stiegen zum ersten Mal in der Vereinsgeschichte in die Bundesliga auf.
Die erste Bundesligamannschaft des VfL Bochum in der Spielzeit 1971/72 bestand in weiten Teilen aus Spielern mit Bochumer Herkunft und wies zum Beispiel bei der Gestaltung des Trainings noch Defizite hinsichtlich professioneller Strukturen auf. Krämer behielt anfangs seinen Stammplatz und belegte mit dem Aufsteiger in den ersten beiden Jahren jeweils Platzierungen im Tabellenmittelfeld. In der Saison 1972/73 wurde er nur noch selten von dem neuen Trainer Heinz Höher aufgeboten und bestritt am 17. Februar 1973 im Alter von 33 Jahren bei einem 2:1-Heimsieg gegen Eintracht Frankfurt seine letzte Bundesligabegegnung. Zum Ende der Saison 1972/73 beendete er seine Profilaufbahn. Für Bochum hatte er 63 Regionalligapartien mit neun Toren sowie 39 Bundesligaspiele mit drei Treffern bestritten.

### Nationalspieler (1963–1967)
Bundestrainer Sepp Herberger berief das Offensivtalent des Meidericher SV in der Runde 1961/62 erstmals in eine DFB-Mannschaft. Am 8. Oktober 1961 kam Werner Krämer in Gelsenkirchen beim 5:0-Sieg gegen Polen in der deutschen Juniorennationalmannschaft U-23 zum Einsatz.
Wenige Wochen nach dem Beginn der ersten Bundesliga-Saison 1963/64 wurde Krämer erstmals in die A-Nationalmannschaft berufen und debütierte am 28. September 1963 bei einem 3:0-Sieg gegen die Türkei. Im Dezember 1963 erzielte er bei einem Länderspiel gegen Marokko (4:1) seinen ersten Treffer für die Auswahl der Bundesrepublik. Er verpasste die letzten Partien unter Sepp Herberger und wurde auch von dessen Nachfolger Helmut Schön, der das Amt im Sommer 1964 übernahm, anfangs nicht berücksichtigt. Im Mai 1965 kehrte er jedoch wieder in die Mannschaft zurück. Bei einem 3:0-Sieg gegen die Sowjetunion kam er am 1. September desselben Jahres zu seinem einzigen Einsatz in der deutschen B-Nationalelf und erzielte dabei einen Treffer. Am 26. September 1965 traf Deutschland in Stockholm im Rahmen der Qualifikation zur Weltmeisterschaft 1966 auf Schweden. Bei der Begegnung, welche für die Teilnahme am Turnier ausschlaggebend war, glich Krämer unmittelbar vor der Halbzeitpause zum zwischenzeitlichen 1:1 aus und konnte mit seiner Mannschaft letztlich mit 2:1 gewinnen.
Der Spieler des Meidericher SV gehörte auch zum endgültigen Kader für die Weltmeisterschaft 1966 in England. Kurz vor Turnierbeginn hatte er einen Streit mit Bundestrainer Schön, da dieser ihm übermäßigen Bierkonsum vorwarf und ihn aufforderte, damit aufzuhören. Von Krämer ist als Reaktion darauf die Aussage überliefert: „Wenn Sie so mit mir sprechen, Trainer, dann fahr ich lieber nach Hause. Denn dat Biertrinken, dat können Sie mir nicht nehmen!“ Der Spieler blieb Teil des Kaders, wofür der Autor Ben Redelings den großen Rückhalt Krämers bei seinen Mannschaftskollegen als wichtigen Faktor sieht. Eingesetzt wurde er in England jedoch lediglich beim letzten Gruppenspiel gegen Spanien. Im weiteren Turnierverlauf erreichte Deutschland ohne Mitwirkung Krämers das Endspiel, welches mit 2:4 nach Verlängerung gegen den Gastgeber England verloren wurde. Somit beendeten Krämer und seine Mitspieler das Turnier als Vizeweltmeister.
Für seine sportlichen Leistungen wurde ihm am 30. Juli 1966 gemeinsam mit weiteren Spielern aus dem WM-Kader das Silberne Lorbeerblatt verliehen.
Nach der Weltmeisterschaft 1966 wurde Krämer von Bundestrainer Schön nur noch ein einziges Mal berücksichtigt und bestritt am 22. März 1967 bei einem 1:0-Sieg gegen Bulgarien sein letztes Länderspiel. Insgesamt hatte er im Nationaltrikot an 13 Partien teilgenommen und drei Treffer erzielt, alle während seiner Zeit beim Meidericher SV bzw. MSV Duisburg. Beim MSV ist er einerseits der erste Nationalspieler der Vereinsgeschichte und weist nach Bernard Dietz (53 Einsätze) die meisten Berufungen in die deutsche Nationalelf während der Vereinszugehörigkeit auf. Der ehemalige Bundestrainer Herberger soll über Krämer gesagt haben, dass er bei einem konsequenteren Verzicht auf Alkohol und Tabak auch 80 Länderspiele hätte bestreiten können. Werner Krämer vertrat hingegen folgende Sichtweise: „Bei Helmut Schön durften nur die Spieler ran, die in der Bild-Zeitung und im Kicker standen, und ich stand halt nie drin.“

### Weiterer Werdegang
Nach seinem Abschied vom VfL Bochum war Krämer für den Amateurverein Weseler SV aktiv, bevor er sich auf seine berufliche Karriere konzentrierte. Der gelernte Dreher schulte zum Kaufmann um und betrieb in Meiderich ein Markisen- und ein Sportartikelgeschäft. Durch seine Karriere im Fußball hatte Krämer keinen großen Wohlstand erlangt und später war er zeitweise arbeitslos. Als er sich in einer schwierigen persönlichen Situation befand, bot ihm sein ebenfalls aus Meiderich stammender ehemaliger Mitspieler Michael Bella die Möglichkeit, in seinem Betrieb zu arbeiten. Krämer arbeitete dort als selbstständiger Dreher, da er eine Bezahlung durch Bella ablehnte. Gemäß der Schilderung des Films Meidericher Vizemeister führte er diese Tätigkeit aus, bis es ihm krankheitsbedingt nicht weiter möglich war.
In der Zeit um seinen 60. Geburtstag im Februar 2000 musste sich Krämer einer Bypass-Operation unterziehen. Wenige Zeit später wurde er durch Nierenversagen zum Dialysepatienten. In den 2000er-Jahren litt er unter den schwerwiegenden Folgen und Ende 2009 mussten ihm zudem beide Beine amputiert werden. Im Februar 2010 starb er mit 70 Jahren an den Folgen seiner schweren Krankheit.

## Spielstil, Charakter und Rezeption
Krämer galt als technisch stark, schnell und trickreich. Er hatte eine enge Ballführung und war besonders für das Schlagen gefährlicher Flanken bekannt. Zu seinen Stärken zählte auch das Passspiel, was sich speziell in seinen häufig überraschend gespielten Steilpässen zeigte. Hinsichtlich des Körperbaus war Krämer relativ klein und wenig muskulös, wodurch er in seinen Bewegungen eine große Leichtfüßigkeit besaß und ohne ein hohes Maß an Körpereinsatz agierte. Sowohl als Torschütze als auch durch Torvorlagen trat er regelmäßig in Erscheinung und war mit 13 Toren und 15 Vorbereitungen in der Spielzeit 1965/66 in dieser Hinsicht am erfolgreichsten. Im taktischen System seines Trainers Rudi Gutendorf nahm er daneben auch regelmäßig an der Abwehrarbeit teil. Sein früherer Mitspieler Günter Preuß bezeichnete ihn als „größtes Talent, das der MSV je hervorgebracht hat“. Auch der MSV Duisburg bezeichnete ihn in seinem Nachruf als „wahrscheinlich größte[s] Talent“ der Vereinsgeschichte. Der damalige Bundestrainer Herberger sagte im März 1964 über Werner Krämer und den Kölner Spieler Wolfgang Overath im Hinblick auf ihr Potenzial: „Ich kann mich nicht erinnern, dass wir jemals zwei Halbstürmer hatten, die soviel versprechen wie Overath und Krämer. Ich nehme bei dieser Beurteilung selbst Fritz Walter nicht aus.“ In seiner Laufbahn gewann er abgesehen von der Meisterschaft der Regionalliga West 1970 und 1971 nie einen Titel, belegte aber in der Bundesliga-Spielzeit 1963/64, im DFB-Pokal 1965/66, bei der Weltmeisterschaft 1966 und im Europapokal der Pokalsieger 1967/68 jeweils den zweiten Platz.
Charakterlich wurde Krämer als bodenständig und heimatverbunden beschrieben. Als er 1967 seine Heimatstadt Duisburg durch seinen Wechsel nach Hamburg verließ, stellte dies eine erhebliche Belastung für ihn dar. Durch seinen Wechsel nach Bochum und die damit verbundene Rückkehr in seine Heimatregion ging es ihm hingegen wieder besser. Zudem galt er als ehrlich und loyal. Letzteres äußerte sich beispielsweise darin, dass er im Anschluss an seinen Wechsel nach Hamburg sein Auto bei seinem Mannschaftskollegen Horst Schnoor erwarb. Er behielt auch den Kontakt zu früheren Mannschaftskollegen und wurde noch kurz vor seinem Tod von Dieter Danzberg im Krankenhaus besucht. Krämer war auch für seinen Bierkonsum bekannt, der 1966 in einem Konflikt mit Bundestrainer Schön mündete. Zudem rauchte er während seiner Spielerlaufbahn und tat dies teils sogar in der Spielerkabine.
Im MSV-Vereinslied „Zebra-Twist“, das am 11. Januar 1964 im Wedaustadion erstmals öffentlich gespielt wurde, wird Krämer in einer Textzeile erwähnt: „Wo alle Mann mit Helmut Rahn, sie kämpfen greifen an. Kurz abgewehrt, und wieder vor. Dann Krämer, Pass und Tor.“ Der 2014 erschienene Dokumentationsfilm Meidericher Vizemeister rückt Krämers Biografie besonders in den Mittelpunkt und stützt sich dabei vor allem auf Schilderungen seiner beiden Söhne und Michael Bellas. Der Trainer der Vizemeistermannschaft Rudi Gutendorf sagt im Film, Krämer sei das größte Talent, das er in seiner langjährigen Laufbahn trainiert habe.

## Familie
Mehrere Familienmitglieder Krämers waren bzw. sind ebenfalls im Fußball aktiv. Bereits sein Onkel Walter und sein Bruder Johannes „Hans“ Krämer hatten vor ihm für den MSV gespielt. Hans setzte seine Laufbahn anschließend bei Schalke 04 und dem Duisburger SV fort. Am 1. September 1961 heiratete Werner Krämer die Meidericherin Christel Kiepura. Der Nationalspieler hatte zwei Söhne namens Christian und Michael. Christian Krämer spielte für die Amateurmannschaft des MSV und war später Kapitän des einstigen Rivalen Hamborn 07. Michael Krämer kandidierte im Mai 2013 für den Verwaltungsrat des MSV Duisburg e. V., unterlag aber gegen Markus Räuber. Ein Jahr darauf war seine erneute Kandidatur für den Verwaltungsrat hingegen erfolgreich. Er gehörte dem Gremium von 2014 bis 2017 an.

## Bilanz und Erfolge

### Im Verein
- 192 Bundesligaspiele (49 Tore) für Meiderich, Hamburg und Bochum
- 111 Spiele der Oberliga West (28 Tore) für Meiderich
- 63 Spiele der Regionalliga West (9 Tore) für Bochum
- Bundesliga-Qualifikation 1963, Bundesliga-Aufstieg 1971
- Deutscher Vizemeister 1964
- DFB-Pokalfinalist 1966
- Finalist im Europapokal der Pokalsieger 1967/68

### In der Nationalmannschaft
- 13 Länderspiele (drei Tore) für die BR Deutschland
- Vizeweltmeister 1966